# Megkötöm lovamat
A Megkötöm lovamat két különböző dallamváltozatban hasonló szöveggel ismert magyar népdal. Az első változat ismert Semmit se vétettem Nyitra városának, a második Lovamat kötöttem piros almafához kezdetű szöveggel is.

## Első változat
| 1) | Megkötöm lovamat szomorúfűzfához, lehajtom fejemet két első lábához. |

A dalt Bartók Béla gyűjtötte 1918-ban a Pest-Pilis-Solt-Kiskun vármegyei Újszászon.
Feldolgozás:
| Szerző         | Mire                  | Mű                                | Előadás |
| -------------- | --------------------- | --------------------------------- | ------- |
| Jandek Gusztáv | két szólamú vegyeskar | Megkötöm lovamat..., 1. dal       |         |
| Bartók Béla    | zongora               | Tizenöt magyar parasztdal, 1. dal | [ 1 ]   |

Az 1) változatot Kodály Zoltán gyűjtötte a Nyitra vármegyei Menyhén 1909-ben az alábbi szöveggel:
| Semmit se vétettem Nyitra városának, mégis besorozott engem katonának. | Huszárnak sorozott, bakancsnak iratott, verje meg az Isten, de megszomorított. | Elvisznek messzire, messze a hazámtól, el se búcsúzhattam a kedves babámtól. |

## Második változat
A dalt Péczely Attila gyűjtötte a Csongrád megyei Tápén Megkötöm lovamat piros almafához címmel.
| Lovamat kötöttem piros almafához, magamat kötöttem gyönge violához. Lovamat eloldom, amikor a hold kel, de tőled, violám, csak a halál old el. | Nem szoktam, nem szoktam kalickába hálni, csak szoktam, csak szoktam zöld ágakra szállni. Zöld ágakra szállni, fenyőmagot enni, fenyőmagot enni, gyöngyharmatot inni. | Elbúcsúzom, rózsám, tőled utoljára, kilenc álló évre visznek katonának. Inkább leszek betyár az alföldi pusztán, mégsem leszek szolga a császár udvarán. |

A dallam leginkább Bródy János Ha én rózsa volnék című szövegével ismert.

## Felvételek
- Megkötöm lovamat (1. változat). Csóka Anita  YouTube (2015. március 19.)  (Hozzáférés: 2016. április 13.) (audió)

Második változat:
- Megkötöm lovamat - magyar népdal. YouTube (2016. március 15.)  (Hozzáférés: 2016. április 13.) (videó, szöveg)
- Megkötöm lovamat. Maraszt Népzenei Együttes  YouTube (2011. július 1.)  (Hozzáférés: 2016. április 13.) (audió, fényképsorozat)
- Megkötöm lovamat. Ének: Bíró Gergő és Bangó Margit, kísér: A 100 Tagú Cigányzenekar szólistái  YouTube (2012. január 1.)  (Hozzáférés: 2016. április 13.) (videó)
- MEGKÖTÖM LOVAMAT. Nagy Laci  YouTube (2010. június 5.)  (Hozzáférés: 2016. április 13.) (audió, fényképsorozat)
- Megkötöm lovamat. Rózsaszín Pittbull  YouTube (2012. november 13.)  (Hozzáférés: 2016. április 13.) (audió)